# Christian Heinrich Wiehe
Christian Heinrich Wiehe (geboren am 3. August 1874 in Düsseldorf; gestorben am 18. September 1960 ebenda) war ein deutscher Künstler, Relief-Bildhauer und Medailleur.

## Leben
Christian Heinrich Wiehe wuchs als Sohn des Baumeisters und Architekten Heinrich Wiehe und dessen Ehefrau Emilie, geborene Beyer in Düsseldorf auf; er hatte einen älteren Bruder Hermann Carl Wiehe (* 1872). Nach dem Abschluss an der Düsseldorfer Oberrealschule absolvierte er möglicherweise anschließend „eine kaufmännische Lehre oder ein Volontariat bei einem Kunstverlag“.
Am 29. September 1900 wurde er in das Handelsregister eingetragen als namensgebender Teilhaber der „Düsseldorfer Broncebild-Gießerei für Denkmalguß“, die Firma Wiehe & Kracht, vormals Förster, die ihren Betrieb in der Hansaallee 163 auf der Heerdter Straßenseite unterhielt. In der Gießerei, die er „wahrscheinlich nur bis Ende der 1920er Jahre führte“, wurden in der Folge sowohl Entwürfe von Wiehe selbst als auch Werke anderer Künstler gegossen, darunter das Marienborn-Denkmal von Joseph Hammerschmidt und das Theodor-Schwann-Denkmal in Neuss.
Ab 1903 studierte Wiehe an der Kunstgewerbeschule Düsseldorf bei dem Maler und Architekten Peter Behrens sowie bei Rudolf Bosselt (1871–1938), in dessen Bildhauer- und Modellierklasse er Meisterschüler wurde.
Wiehe heiratete die aus Barmen bei Wuppertal stammende Johanna, geborene Jansen. Mit ihrem Sohn Hanns Heinrich und Tochter Charlotte wohnte das Ehepaar anfangs in der Florastraße in Unterbilk, bevor die Familie erst in ein Gebäude neben der Hubertus-Apotheke in der Barmer Straße umzog und anschließend für mehrere Jahrzehnte in die Düsseldorfer Straße. Ab Anfang, spätestens Mitte der 1930er Jahre bewohnten die Wiehes im Düsseldorfer Künstlerviertel ein Gebäude in der Pempelforter Straße, das im Zweiten Weltkrieg während der Luftangriffe auf Düsseldorf zerstört wurde – und mit ihm das im Haus aufbewahrte Œuvre des Künstlers.

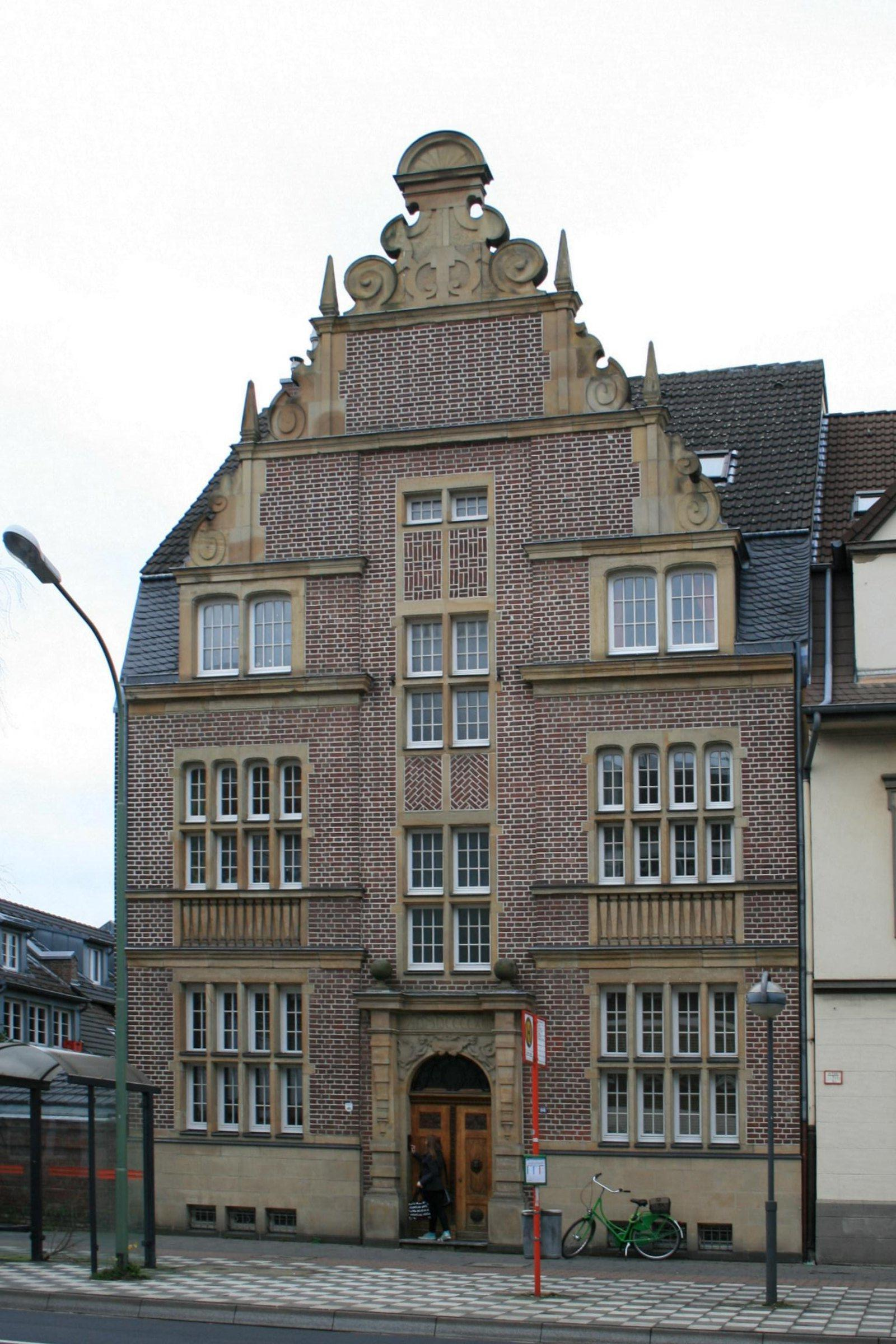
Jülicher Straße 68 in Neuss, letzter Wohnsitz von Wiehe

Nach seiner „Evakuierung über die Zwischenstation Luxembourg nach Erfurt“ und weiter nach Bad Tennstedt in Thüringen starb Wiehes zuvor von ihm jahrelang gepflegte Ehefrau am 11. Dezember 1944 an Multipler Sklerose.
In der Nachkriegszeit konnte Wiehe sich mit Zeichnen und Malen einen kargen Lebensunterhalt verdienen, bis er 1950 aus der DDR über die Zonengrenze in die Bundesrepublik fliehen konnte. Nach kurzem Aufenthalt in Bad Tennstedt zog er zunächst zu seinem Sohn Hanns Heinrich und seiner Schwiegertochter Doris, geborene Husemeyer, in die Gutenbergstraße 71 im Düsseldorfer Stadtteil Grafenberg, bevor er dort im Haus des Architekten Gans in der Vautierstraße ein „passendes Atelier“ fand, in dem er sein Künstlerleben fortsetzen konnte.
Zuletzt arbeitete Wiehe in Neuss im Backsteinhaus der Familie Steins in der Jülicher Straße 68. Als sein letztes größeres Werk schuf er 1959 bis 1960 im Auftrag der Stadt Düsseldorf das Relief-Porträt der Königin Stephanie von Portugal für die Stephanien-Realschule an der Klosterstraße.
Christian Heinrich Wiehe starb 1960 im Alter von 86 Lebensjahren im Luisenkrankenhaus. Nach einem Requiem in der St.-Andreas-Kirche wurde er in der Familiengruft auf dem Düsseldorfer Südfriedhof beigesetzt.

## Bekannte Werke (Auswahl)

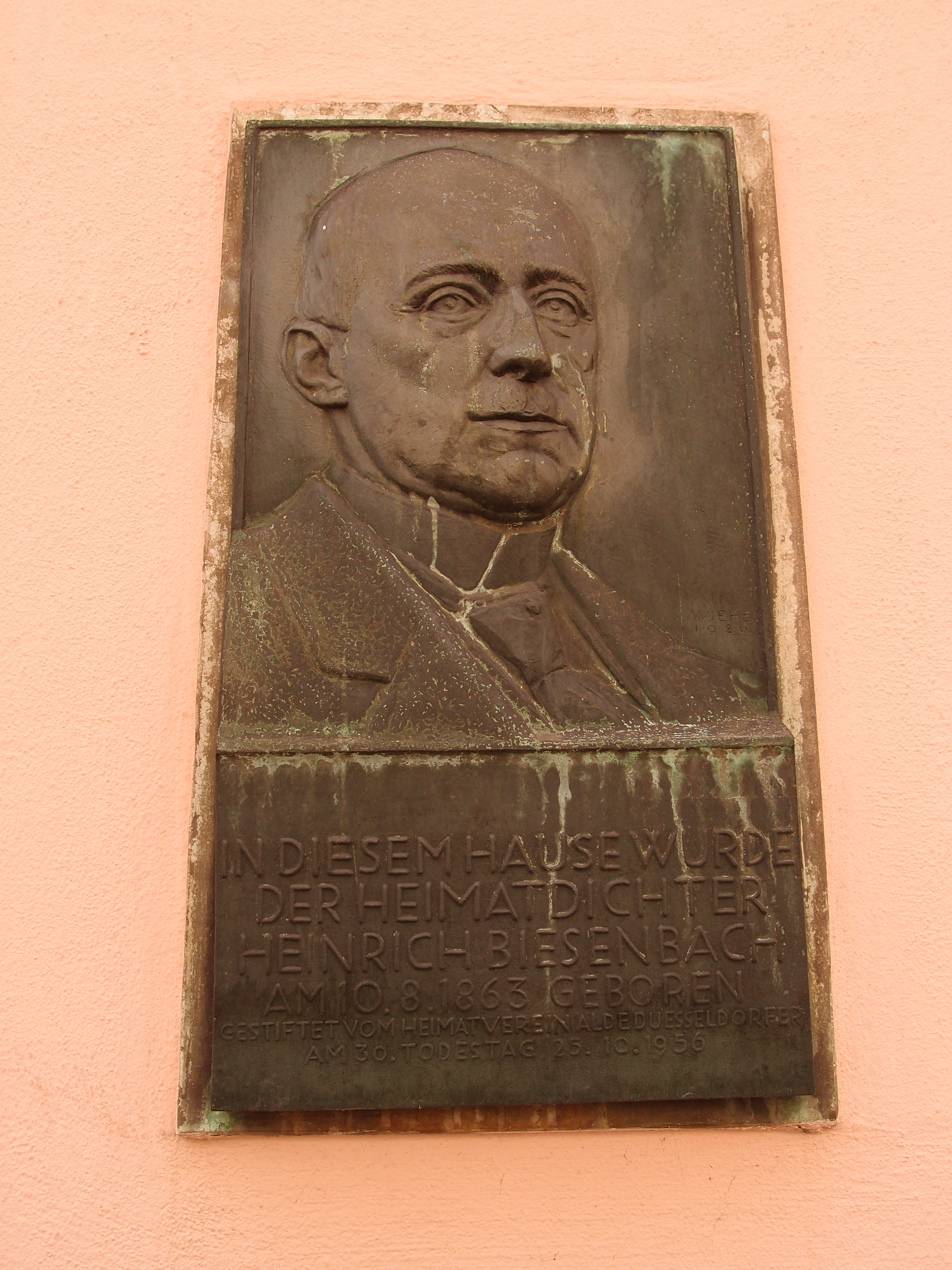
Reliefporträt Heinrich Biesenbach am Haus Conzen, Bilker Straße 5

- 1926:[2] Heinrich-Biesenbach-Relief am Haus Conzen, Bilker Straße 5[1]
- 1927:[3] Nach dem Pfalzgrafen Johann Wilhelm benannte Jan-Wellem-Plakette in verschiedenen Größen[1]
- Quirinus-Plakette[3]
- 1959–1960: Stephanien-Relief-Porträt für die gleichnamige Schule in Düsseldorf[1]